# 梅迪納縣 (俄亥俄州)
梅迪納縣（英語：Medina County）是美國俄亥俄州東北部的一個縣。面積1,096平方公里。根據美國2000年人口普查，共有人口151,095人。縣治梅迪納（Medina）。
1812年2月12日置縣。縣名和縣治名來自伊斯蘭教聖城之一的麥地那。